# Emerich Jenei
Emerich Alexandru Jenei (Agriș, 22 marzo 1937) è un allenatore di calcio ed ex calciatore rumeno, di ruolo difensore.
Ha giocato come centrocampista difensivo e per dodici stagioni è stato giocatore della Steaua Bucarest. Ha anche collezionato dodici presenze con la nazionale di calcio rumena. Nel maggio 1986 ha vinto la Coppa dei Campioni come allenatore della Steaua Bucarest. È considerato uno dei migliori allenatori rumeni, insieme a Ştefan Kovács, Mircea Lucescu e Anghel Iordănescu.

## Biografia
Jenei è nato ad Agrișu Mic, nel distretto di Arad, da genitori di etnia ungherese. Da bambino si trasferì con la sua famiglia a Losonc (oggi Lučenec, Slovacchia), poiché suo padre non voleva prestare servizio nell'esercito rumeno. Successivamente suo padre divenne un soldato ungherese, ma dopo la fine della guerra non tornò e Jenei con sua madre tornarono ad Arad. Due anni dopo essersi trasferiti nella loro vecchia casa, il padre di Jenei, tenuto prigioniero, è tornato inaspettatamente. Non molto tempo dopo la madre di Jenei morì quando lui aveva solo 12 anni. Prima dell'inizio della sua carriera calcistica professionistica, Jenei voleva diventare avvocato.

## Carriera

### Giocatore
Jenei ha esordito giocando nel Flamura Roșie Arad (oggi UT Arad) nella Liga I rumena, prima di giocare per la Steaua Bucarest nel 1957, all'età di 20 anni. Ha continuato a giocare per la Steaua fino al 1969, quando ha lasciato la Romania per il club turco Kayserispor. Nel 1971 smise di giocare a calcio e divenne allenatore.
Per la nazionale di calcio rumena, Jenei ha giocato dodici partite internazionali, tra il 1959 e il 1964. Ha rappresentato il suo paese alle Olimpiadi del 1964 a Tokyo. Lì, la Romania è stata eliminata nei quarti di finale dall'Ungheria (2-0).
Il momento clou della sua carriera di calciatore è stato con la Steaua, con la quale ha vinto numerosi trofei rumeni, nel 1959-60, 1960-61 e 1967-68.

### Allenatore
Durante gli anni 1980 ha allenato la Steaua Bucarest e sotto la sua guida il club vinse la Coppa dei Campioni 1985-1986, primo e unico trofeo internazionale per un club romeno. Vanta inoltre due double nazionali, il primo al suo primo anno da allenatore della prima squadra (1976), il secondo nel 1985.
È stato selezionatore della Romania in due periodi, tra il 1986 e il 1990, e poi nel 2000, e successivamente dell'Ungheria.

## Vita privata
È stato sposato con Ilyana Dulai, ex schermitrice, campionessa del mondo nel 1969 e medaglia di bronzo ai Giochi Olimpici nel 1968 e nel 1972. Hanno insieme una figlia, Khrystyna. Jenei ha anche un figlio di nome Kelin dalla sua prima moglie, l'attrice rumena Vasilica Tastaman.
Il 25 marzo 2008, il presidente della Romania, Traian Basescu, gli ha conferito l'Ordine al merito dello sport di II grado (in rumeno: Meritul Sportiv) per aver vinto la finale della Coppa dei Campioni 1985-1986.

## Statistiche

### Club
In grassetto le competizioni vinte.
| Stagione               | Squadra                | Campionato             | Campionato | Campionato | Campionato | Campionato | Coppe nazionali | Coppe nazionali | Coppe nazionali | Coppe nazionali | Coppe nazionali | Coppe continentali | Coppe continentali | Coppe continentali | Coppe continentali | Coppe continentali | Altre coppe | Altre coppe | Altre coppe | Altre coppe | Altre coppe | Totale | Totale | Totale | Totale | % Vittorie | Piazzamento |
| Stagione               | Squadra                | Comp                   | G          | V          | N          | P          | Comp            | G               | V               | N               | P               | Comp               | G                  | V                  | N                  | P                  | Comp        | G           | V           | N           | P           | G      | V      | N      | P      | %          | Piazzamento |
| ---------------------- | ---------------------- | ---------------------- | ---------- | ---------- | ---------- | ---------- | --------------- | --------------- | --------------- | --------------- | --------------- | ------------------ | ------------------ | ------------------ | ------------------ | ------------------ | ----------- | ----------- | ----------- | ----------- | ----------- | ------ | ------ | ------ | ------ | ---------- | ----------- |
| 1975-1976              | Steaua Bucarest        | DA                     | 34         | 21         | 9          | 4          | CR              | 5               | 5               | 0               | 0               | -                  | -                  | -                  | -                  | -                  | -           | -           | -           | -           | -           | 39     | 26     | 9      | 4      | 66,67      | 1º          |
| 1976-1977              | Steaua Bucarest        | DA                     | 34         | 20         | 5          | 9          | CR              | 5               | 3               | 1               | 1               | CC                 | 2                  | 0                  | 1                  | 1                  | -           | -           | -           | -           | -           | 41     | 23     | 7      | 11     | 56,10      | 2º          |
| 1977-1978              | Steaua Bucarest        | DA                     | 34         | 17         | 7          | 10         | CR              | 2               | 1               | 1               | 0               | CU                 | 2                  | 0                  | 0                  | 2                  | -           | -           | -           | -           | -           | 38     | 18     | 8      | 12     | 47,37      | 1º          |
| 1978-1979              | Bihor Oradea           | DA                     | 34         | 10         | 8          | 16         | CR              | 1               | 0               | 1               | 0               | -                  | -                  | -                  | -                  | -                  | -           | -           | -           | -           | -           | 35     | 10     | 9      | 16     | 28,57      | 16º (retr.) |
| 1980-1981              | Olimpia Satu Mare      | DB                     | 34         | 19         | 5          | 10         | -               | -               | -               | -               | -               | -                  | -                  | -                  | -                  | -                  | -           | -           | -           | -           | -           | 34     | 19     | 5      | 10     | 55,88      | 2º          |
| 1981-1982              | Târgoviște             | DA                     | 34         | 12         | 9          | 13         | CR              | 2               | 0               | 2               | 0               | -                  | -                  | -                  | -                  | -                  | -           | -           | -           | -           | -           | 36     | 12     | 11     | 13     | 33,33      | 9º          |
| 1983-1984              | Steaua Bucarest        | DA                     | 34         | 21         | 5          | 8          | CR              | 5               | 3               | 1               | 1               | -                  | -                  | -                  | -                  | -                  | -           | -           | -           | -           | -           | 39     | 24     | 6      | 9      | 61,54      | 2º          |
| ott. 1984-1985         | Steaua Bucarest        | DA                     | 27         | 18         | 6          | 3          | CR              | 5               | 5               | 0               | 0               | -                  | -                  | -                  | -                  | -                  | -           | -           | -           | -           | -           | 32     | 23     | 6      | 3      | 71,88      | Sub., 1º    |
| 1985-1986              | Steaua Bucarest        | DA                     | 34         | 26         | 5          | 3          | CR              | 5               | 4               | 0               | 1               | CC                 | 9                  | 4                  | 3                  | 2                  | -           | -           | -           | -           | -           | 48     | 34     | 8      | 6      | 70,83      | 1º          |
| lug.-ott. 1986         | Steaua Bucarest        | DA                     | 8          | 7          | 1          | 0          | -               | -               | -               | -               | -               | -                  | -                  | -                  | -                  | -                  | -           | -           | -           | -           | -           | 8      | 7      | 1      | 0      | 87,50      | Dimesso     |
| apr.-giu. 1991         | Steaua Bucarest        | DA                     | 23         | 11         | 8          | 4          | CR              | 1               | 0               | 0               | 1               | -                  | -                  | -                  | -                  | -                  | -           | -           | -           | -           | -           | 24     | 11     | 8      | 5      | 45,83      | Sub., 2º    |
| lug.-dic. 1991         | Steaua Bucarest        | DA                     | 17         | 10         | 4          | 3          | -               | -               | -               | -               | -               | CU                 | 6                  | 2                  | 1                  | 3                  | -           | -           | -           | -           | -           | 23     | 12     | 5      | 6      | 52,17      | Dimesso     |
| 1993-apr. 1994         | Steaua Bucarest        | DA                     | 34         | 22         | 9          | 3          | CR              | 2               | 0               | 2               | 0               | UCL                | 4                  | 2                  | 0                  | 2                  | -           | -           | -           | -           | -           | 40     | 24     | 11     | 5      | 60,00      | 1º          |
| lug.-ott. 1994         | Parmalat FC            | NBI                    | 9          | 1          | 3          | 5          | -               | -               | -               | -               | -               | -                  | -                  | -                  | -                  | -                  | -           | -           | -           | -           | -           | 9      | 1      | 3      | 5      | 11,11      | Eson.       |
| gen.-giu. 1995         | Paniōnios              | AE                     | 18         | 6          | 1          | 11         | CG              | 2               | 1               | 0               | 1               | -                  | -                  | -                  | -                  | -                  | -           | -           | -           | -           | -           | 20     | 7      | 1      | 12     | 35,00      | 14º         |
| lug.-nov. 1995         | Paniōnios              | AE                     | 11         | 2          | 3          | 6          | CG              | 3               | 0               | 2               | 1               | -                  | -                  | -                  | -                  | -                  | -           | -           | -           | -           | -           | 14     | 2      | 5      | 7      | 14,29      | Eson.       |
| Totale Panionios       | Totale Panionios       | Totale Panionios       | 29         | 8          | 4          | 17         |                 | 5               | 1               | 2               | 2               |                    | -                  | -                  | -                  | -                  |             | -           | -           | -           | -           | 34     | 9      | 6      | 19     | 26,47      |             |
| ott. 1998-1999         | Steaua Bucarest        | DA                     | 24         | 14         | 6          | 4          | CR              | 6               | 4               | 2               | 0               | UCL                | 4                  | 1                  | 1                  | 2                  | -           | -           | -           | -           | -           | 34     | 19     | 9      | 6      | 55,88      | 3º          |
| 1999-apr. 2000         | Steaua Bucarest        | DA                     | 28         | 14         | 3          | 11         | CR              | 2               | 1               | 0               | 1               | CU                 | 8                  | 5                  | 2                  | 1                  | -           | -           | -           | -           | -           | 38     | 20     | 5      | 13     | 52,63      | Eson.       |
| Totale Steaua Bucarest | Totale Steaua Bucarest | Totale Steaua Bucarest | 331        | 191        | 68         | 72         |                 | 38              | 26              | 7               | 5               |                    | 35                 | 14                 | 8                  | 13                 |             | -           | -           | -           | -           | 404    | 231    | 83     | 91     | 57,18      |             |
| Totale carriera        | Totale carriera        | Totale carriera        | 471        | 241        | 97         | 133        |                 | 46              | 27              | 12              | 7               |                    | 35                 | 14                 | 8                  | 13                 |             | -           | -           | -           | -           | 552    | 282    | 117    | 153    | 51,09      |             |

## Palmarès

### Giocatore

#### Club
- Campionato rumeno: 3

Steaua Bucarest: 1959-1960, 1960-1961, 1967-1968
- Coppa di Romania: 4

Steaua Bucarest: 1961-1962, 1965-1966, 1966-1967, 1968-1969

#### Nazionale
- Campionato europeo di calcio Under-18: 1

1956

### Allenatore

#### Competizioni nazionali
- Campionato rumeno: 5

Steaua Bucarest: 1975-1976, 1977-1978, 1984-1985, 1985-1986, 1993-1994
- Coppa di Romania: 3

Steaua Bucarest: 1975-1976, 1984-1985, 1998-1999

#### Competizioni internazionali
- Coppa dei Campioni: 1

Steaua Bucarest: 1985-1986